# Mieres (Asturië)
Mieres is een gemeente in de Spaanse provincie en regio Asturië met een oppervlakte van 146,03 km². De gemeente telt 39.505 inwoners (1 januari 2016). Mieres is de hoofdstad van de comarca Caudal. De gemeente telt 15 parochies, waaronder Mieres del Camino dat de hoofdplaats in de gemeente is.

## Geboren
- Pedro Muñoz (6 november 1958), wielrenner
- Benjamín Noval (23 januari 1979), wielrenner
- Julio Rodríguez (7 december 1995), voetballer

## Demografische ontwikkeling
Bron: INE; 1857-2011: volkstellingen